# Tupin-et-Semons
Tupin-et-Semons település Franciaországban, Rhône megyében. Lakosainak száma 650 fő (2022. január 1.). Tupin-et-Semons Les Haies, Chonas-l’Amballan, Reventin-Vaugris, Ampuis és Condrieu községekkel határos.

## Népesség
A település népessége az elmúlt években az alábbi módon változott:
| Lakosok száma | 615  | 617  | 627  | 617  | 617  | 637  | 646  | 647  | 650  |
|               | 2013 | 2015 | 2016 | 2017 | 2018 | 2019 | 2020 | 2021 | 2022 |